# Addicted (Album)
Addicted ist das elfte Studioalbum des kanadischen Musikers Devin Townsend. Das Album wurde am 17. November 2009 veröffentlicht. Es ist das zweite einer Reihe von insgesamt vier Alben unter dem Namen Devin Townsend Project.
Anneke van Giersbergen, Ex-Sängerin von The Gathering, arbeitete auf Addicted erstmals mit Townsend zusammen. Sie singt einen Großteil der Stücke des Albums. Das Album ist die zweite Veröffentlichung des mit Ki begonnenen Albenzyklusses.

## Titelliste
1. Addicted! – 5:37
2. Universe in a Ball! – 4:09
3. Bend It Like Bender! – 3:37
4. Supercrush! – 5:13
5. Hyperdrive! – 3:36
6. Resolve! – 3:12
7. Ih-Ah! – 3:45
8. The Way Home! – 3:14
9. Numbered! – 4:55
10. Awake!! – 9:44

## Verkaufszahlen und Chartpositionen
In den Vereinigten Staaten verkaufte sich das Album innerhalb der ersten Woche nach Veröffentlichung 3700 Mal, was dem Album Platz 168 in den Billboard 200 Charts einbrachte. Auf den Top New Artist Albums (Heatseekers) belegte das Album Platz zwei. In Finnland belegte das Album in der ersten Veröffentlichungswoche Platz 36.

## Sonstiges
- Der Titel „Bend It Like Bender“ spielt einerseits auf den Film „Bend It Like Beckham“ (deutscher Titel: Kick It Like Beckham) als auch auf die Figur Bender aus der Trickfilm-Serie Futurama an.[3] Es enthält ein kurzes Sample einer Sprachsequenz von Bender.
- Townsend kam mit Anneke van Giersbergen dadurch in Kontakt, dass sie ihn zufällig kurz vor dem geplanten Aufnahmebeginn per E-Mail kontaktierte. Sie schickte ihm eine Videoaufnahme ihrer Band, in der sie das Lied „Hyperdrive“ interpretierte, das ursprünglich auf Townsends Album Ziltoid the Omniscient enthalten war. Dies überzeugte Townsend so, dass er sich entschied, sowohl van Giersbergen als Gastsängerin einzuladen als auch eine neue Version von „Hyperdrive“ einzuspielen.[4]
- Das Lied „Ih-Ah!“ hat Townsend laut eigener Aussage geträumt, was auch den Titel erklärt, der im Traum so gewesen sei. Townsend berichtet, er sei um halb vier Uhr morgens mit dem Lied im Kopf aufgewacht und habe sofort begonnen, es aufzunehmen – die Aufnahme sei mit Ausnahme des Gesangs bis zum Mittag desselben Tages fertiggestellt gewesen.[3] Da es erst entstand, nachdem die eigentlichen Aufnahmesitzungen für Addicted bereits abgeschlossen waren, singt laut Angaben im Booklet der CD bei diesem Lied nicht Anneke van Giersbergen, sondern Susanne Richter im Hintergrund. Auch hat Townsend das Schlagzeug für diesen Song mit der Drumcomputer-Software „Drumkit from Hell“ erzeugt.
- Laut Booklet des Albums wurde das Lied „Resolve!“ direkt durch die englische Band The Wildhearts beeinflusst, der Townsend 1994 angehörte.
- Townsend verwendete nach eigener Angabe auf Twitter zum Teil über 250 Tonspuren pro Lied.[5]